# Ptilophyllum holopterum
Ptilophyllum holopterum là một loài thực vật có mạch trong họ Hymenophyllaceae. Loài này được (Kunze) Prantl miêu tả khoa học đầu tiên năm 1875.